# Chaetodon pictus
Chaetodon pictus е вид бодлоперка от семейство Chaetodontidae. Видът не е застрашен от изчезване.

## Разпространение и местообитание
Разпространен е в Джибути, Еритрея, Йемен, Иран, Обединени арабски емирства, Оман, Пакистан и Сомалия.
Обитава крайбрежията на океани, морета, заливи и рифове.